# Benalmádena
Benalmádena (spanskt uttal: [benalˈmaðena]) är en ort och kommun i provinsen Málaga i den autonoma regionen Andalusien i södra Spanien. Orten ligger cirka 19,5 kilometer sydväst om Málaga. Kommunen har 77 654 invånare (2024), på en yta av 26,91 km². Benalmadena är en populär turistort, belägen mellan Torremolinos och Fuengirola på Costa del Sol.

## Orter
Orter (núcleos) i kommunen Benalmádena (inom parentes invånarantal 1 januari 2023):

- Arroyo de la Miel-Benalmadena Costa (54 470)
- Torrequebrada (9 309)
- Benalmádena (5 716)
- La Capellanía (1 767)
- Carvajal (707)
- La Perla-Torremuelle (1 862)
- Santana (446)
- La Sierrezuela (1 504)